# Фролова Аліна Євгенівна
Аліна Євгенівна Фролова (нар. 1976) — комунікаційний експерт, громадський активіст, суспільний діяч, заступник Міністра оборони України. З 10 червня 2015 року до вересня 2019 року — радник зі стратегічних комунікацій міністра інформаційної політики України. Засновниця та генеральний директор RAM 360 Advertising Agency та групи агенцій RAM GROUP (RAM 360 Advertising Agency, CORE reputation management agency, Центр стратегічних комунікацій StratCom Ukraine). Реалізовувала проєкти у напрямках: маркетингові сервіси, стратегічні та державні комунікації та протидія гібридним загрозам для більш ніж 50 міжнародних організацій. Постійний спікер маркетингових, економічних і політичних форумів, конференцій, виступає з лекціями та майстер-класами, є автором колонок.

## Бізнес
Працювала як координатор проєктів у сфері культури та медицини Фонда «Відродження», експерт Sumitomo Corporation (Київське представництво), керівник напряму контакт-центру та генеральний директор Beeper (Київ, Україна), консультант (впровадження аутсорсингового контакт-центру) ТОВ Utel (Київ, Україна) та Infoline Contact Center (Софія, Болгарія). З 2004 року — засновник та лідер групи агенцій RAM GROUP: RAM 360 Advertising Agency, CORE reputation management agency та Центру стратегічних комунікацій StratCom Ukraine.

## Розвиток комунікаційної галузі
Аліна Фролова є активним учасником розвитку комунікаційної галузі в Україні. До 2017 року двічі обиралася головою правління Міжнародної Асоціації Маркетингових Ініціатив (МАМІ). Станом на 2017 р. є членом правління МАМІ. У 2008 р. була однією з ініціаторів першого в Україні рейтингу агенцій маркетингових сервісів України за рівнем доходів.
У 2015—2016 рр. була членом правління Всеукраїнської рекламної коаліції. Разом з виконавчим директором ВРК Максимом Лазебником у 2015 році організувала міжнародний non-media маркетинговий фестиваль WOW DONE AWARDS.
У 2014 році була серед ініціаторів створення Українського кризового медіа-центру. Реалізовувала кампанії, спрямовані на протистояння пропаганді в українському та європейському медіапросторі.

## Державна діяльність
У 2015—2016 — радник заступника Міністра оборони України. З 2016 по 2019 рік — радник з міжнародних зв'язків та стратегічних комунікацій міністра інформаційної політики України. Займалася реформою урядових комунікацій, впровадженням системи кризових комунікацій, реалізовувала спільні проєкти з Міністерством закордонних справ, Міністерством оборони України, РНБО. Є лідером проєкту з реалізації Дорожньої карти Партнерства у сфері стратегічних комунікацій Україна-НАТО, що був ініційований РНБО, МІП та НАТО.
У 2016 році «Стратком Україна» став ініціатором включення української збірної в Invictus Games 2017 року. Пропозиція отримала суспільну та державну підтримку, і у 2017 році збірну Україну було запрошено взяти участь в Invictus Games 2017 в Торонто. Відтоді українська команда є постійним учасником Ігор.
2 жовтня 2019 року призначена заступником Міністра оборони України.
11 березня 2020 — звільнена Кабінетом Міністрів України з посади заступника Міністра оборони України.